# Powerchów
Powerchów (ukr. Повергів) – wieś na Ukrainie w rejonie stryjskim (do 2020 roku w rejonie mikołajowskim) obwodu lwowskiego, nad Dniestrem.

## Historia
Dawniej wieś w powiecie rudeckim.